# Vuelo 365 de Thai Airways
El Vuelo 365 de Thai Airways era un Boeing 737-2P5 de la compañía Thai Airways con matrícula HS-TBC. El Vuelo 365 era un vuelo regular desde Aeropuerto Internacional de Hat Yai al Aeropuerto Internacional de Phuket (ambos en Tailandia) el 31 de agosto de 1987. En este vuelo hubo un total de 83 personas: 74 pasajeros y 9 tripulantes.
El Boeing 737 fue entregado a Thai Airways en 1980 y no tenía antecedentes de incidentes adversos anteriormente.
Las condiciones meteorológicas eran buenas cuando el Vuelo 365 se acercaba al Aeropuerto Internacional de Phuket. Mientras se preparaban para aterrizar, la tripulación del Vuelo 365 expresó su preocupación por un Boeing 737 de Dragonair que también estaba aterrizando en el aeropuerto, pero por detrás y por debajo de sus aviones. Un lapso en la concentración de la tripulación de vuelo se produjo permitiendo que la velocidad del vuelo 365 cayera por debajo del límite mínimo. El avión se detuvo y se zambulló en el agua antes de que la tripulación de vuelo fuera capaz de hacer una recuperación. Todo el mundo a bordo de la aeronave murió.

## Investigación
La causa probable del accidente del vuelo 365 se determinó que fue que "El piloto redujo la aeronave y se estancó mientras el piloto se preparaba para ser el número uno en el aterrizaje según las indicaciones de control de aproximación Phuket. Parece que él era preocupante y no está seguro de si podría hacer el número uno de aterrizaje debido a que el piloto del segundo avión en secuencia dio advertencia de que el número uno de las aeronaves antes estaba por encima de él y no podía descender pasando por su nivel. El piloto añade potencia y eleva las ruedas tras activarse la sacudida de la palanca activado pero noejucó una recuperación antes de llegar al mar". Además de un error del piloto, el controlador de tránsito aéreo se culpó por no haber mantenido Vuelo 365 y el 737 de Dragonair convenientemente separados.